# Spermacoce tetraquetra
Spermacoce tetraquetra är en måreväxtart som beskrevs av Achille Richard. Spermacoce tetraquetra ingår i släktet Spermacoce och familjen måreväxter. Inga underarter finns listade i Catalogue of Life.